# Alojz Matjašič
Alojz Matjašič, slovenski igralec in režiser, * 7. maj 1928, Maribor, † 16. junij 2017, Gorišnica.

## Šolanje in igralski začetki
Matjašič je osnovno šolo obiskoval v Gorišnici, po uspešnem zaključku pa nižjo realno gimnazijo na Ptuju. Igranja se je lotil že v osnovni šoli in že v samem začetku zanj pokazal velik dar. Med prvimi igralskimi poskusi je v letih pred koncem druge svetovne vojne sodeloval z Zlatkom Šugmanom. Skupaj s sodelavci sta Matjašič in Šugman pripravila igri Darinka in Kovačev študent. Po koncu vojne je Matjašič iskanje svojega igralskega izraza nadaljeval v okviru gledališke skupine Zarja, ki je delovala pod vodstvom Danijela Šugmana v Gorišnici. 
V povojnih letih je pomagal pri obnavljanju lokalne kulturne infrastrukture. Leta 1946 je skupaj s Prosvetnim društvom Ruda Sever Gorišnica denimo prisostvoval k ustanovitvi mladinske gledališke skupine, v okviru katere je v letih, ki so prihajala, tudi režiral. Že leto dni kasneje se je skupina najprej lokalni, kasneje pa nacionalni javnosti predstavila s slovito predstavo Ta veseli dan ali Matiček se ženi in naposled dosegla tudi prvo mesto na republiškem tekmovanju podeželskih gledaliških skupin.

## Igra in režija
Leta, ki sledila, so Matjašičevo dotlej amatersko igralsko pot zasukala v profesionalne vode. Leta 1950 je bil na avdiciji sprejet v ptujsko poklicno gledališče, kjer je nato redno nastopal osem let. V okviru sodelovanja s ptujskim poklicnim gledališčem je leta 1956 zaradi vloge kneza Piccolominija v Celjskih grofih in Tinčeta v Vdovi Rošlinki prejel naziv poklicnega dramskega igralca. Čeprav mu je uspeh odprl številna vrata in ga tudi trdneje zasidral v zavest širše javnosti, se za študij igralstva na akademiji zaradi osebnih razlogov ni odločil.
Namesto tega se je kot knjigovodja zaposlil v ptujski mlekarni, kasneje pa je kot davčni referent deloval v podjetju Haloški biser. Tam je ostal vse do upokojitve.
Matjašičeva poklicna igralska pot se je zaključila z ukinitvijo ptujskega poklicnega gledališča leta 1958, vendar pa ga to ni docela odtegnilo od gledaliških odrov. Še bolj dejaven je postal na odrih amaterskih gledališč, kjer se je v večji meri posvetil prav režiji. 
Od leta 1960 naprej je v okviru Delavsko-prosvetnega društva Svoboda Ptuj režiral in igral v amaterskih gledaliških skupinah. To je počel v ptujskem gledališču, pa tudi v okoliških krajih (Gorišnica, Cirkulane, Markovci, Bukovci, Dornava, Destrnik, Apače in Lovrenc na Dravskem polju). Več kot dvajset let je režiral in igral za PD Simon Gregorčič v Veliki Nedelji, s katerim je gostoval tudi v tujini, kar je lokalni skupnosti prineslo nekaj prepoznavnosti, domačinom pa obilo ponosa.
Leta 1966 je petindvajsetletnico gledališkega ustvarjanja proslavil z vlogo Hlapca Jerneja iz Cankarjeve drame. Predstava se je odvila v ptujskem gledališču, po mnenju mnogih kritikov in ljubiteljev gledališča pa je bila od  mnogih prav ta vloga njegova najboljša. Štiridesetletnico je leta 1986 nato v podobnem slogu obeležil z vlogo grofa Tahija v drami Denisa Poniža Spolno življenje Franja Tahija. 
V svoji dolgoletni karieri je odigral okrog 170 vlog in režiral skupno 130 predstav. Leta 2005 je zaradi velikega doprinosa k gledališču in lokalni skupnosti pridobil tudi naziv častnega občana Občine Gorišnica.